# برستون سميث (لاعب كرة قدم أمريكية)
برستون سميث (بالإنجليزية: Preston Smith)‏ هو لاعب كرة قدم أمريكية أمريكي، ولد في 17 نوفمبر 1992 في ليثونيا في الولايات المتحدة.

## وصلات خارجية
- برستون سميث على موقع مرجع كرة القدم المحترفة.كوم (الإنجليزية)